# Liste de points extrêmes du Mexique

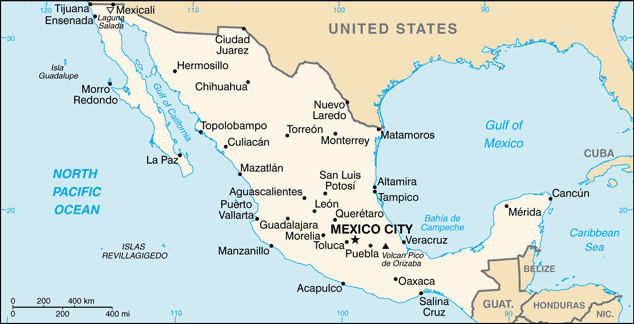
Carte du Mexique

Voici une liste de points extrêmes du Mexique.

## Latitude et longitude

### Mexique continental
- Nord : Los Algodones, Basse-Californie (32° 38′ N, 114° 45′ O)
- Sud : près de Ciudad Hidalgo, Chiapas (14° 32′ N, 92° 13′ O)
- Ouest : près de Tijuana, Basse-Californie (32° 32′ N, 117° 05′ O)
- Est : près de Cancún, Quintana Roo (21° 08′ N, 86° 44′ O)

### Totalité du territoire
- Nord : Algodones, Basse-Californie (32° 38′ N, 114° 45′ O)
- Sud : près de Cuidad Hidalgo, Chiapas (14° 32′ N, 92° 13′ O)
- Ouest : île Guadalupe, Basse-Californie (29° 04′ N, 118° 26′ O)
- Est : isla Mujeres, Quintana Roo (21° 11′ N, 86° 42′ O)

## Latitude
- Frontière avec les États-Unis : 30 degrés de latitude nord.